# Dusona consobrina
Dusona consobrina là một loài tò vò trong họ Ichneumonidae.